# Rudi Lochner
Rudolf „Rudi” Lochner (ur. 29 marca 1953 w Berchtesgaden) – niemiecki bobsleista (pilot boba). Srebrny medalista olimpijski z Albertville.
W bobslejach zaczął startować w latach 80. Największe sukcesy odnosił na początku lat 90. w dwójkach, w parze z Markusem Zimmermannem. W 1991 triumfowali w mistrzostwach świata, rok później zajęli drugie miejsce na igrzyskach. Brali również udział w IO 94 (czwarte miejsce).